# Jacques Flach
Geoffroi Jacques Flach, född den 16 februari 1846 i Strassburg, död den 4 december 1919 i Paris, var en fransk historiker.
Flach blev juris doktor i Paris och efterträdde 1883 Laboulaye som professor i jämförande lagstiftning vid Collège de France. Han blev 1912 medlem av Institutet. Flachs främsta arbete är Les origines de l'ancienne France (2 band, 1885–1893). Han skrev även Études critiques sur l'histoire du droit romain au moyen âge (1889). 